# Ilze Jākobsone
Ilze Jākobsone (Riga, 19 aprile 1994) è una cestista lettone.

## Carriera
Con la Lettonia ha disputato due edizioni dei Campionati europei (2017, 2019).